# Ramirás
Ramirás település Spanyolországban, Ourense tartományban. Ramirás Cartelle, Celanova, Quintela de Leirado és Gomesende községekkel határos. Lakosainak száma 1508 fő (2024).

## Népesség
A település népessége az elmúlt években az alábbi módon változott:
| Lakosok száma | 2082 | 2046 | 2018 | 1938 | 1812 | 1643 | 1550 | 1584 | 1500 | 1508 |
|               | 2001 | 2004 | 2007 | 2009 | 2012 | 2014 | 2017 | 2019 | 2022 | 2024 |